# لئونیداس اپیروسی
لئونیداس اهل اپیروس از خویشاوندان المپیاس، مادر اسکندر کبیر، بود که مسئولیت خطیر تربیت و تعلیم اسکندر را در خردسالی‌اش بر عهده داشت. بعد از او ارسطو این وظیفهٔ خطیر را عهده‌دار شد.

## تعلیم و تربیت
لئونیداس بسیار سخت‌گیر بود و شاهزادهٔ جوان را منضبط بار آورد. گفته می‌شود که او صندوق‌های حاوی رختخواب و البسهٔ اسکندر را وارسی می‌کرده تا مبادا المپیاس هدیه‌ای به پسرش داده باشد که رنگ‌وبوی از اشرافیت داشته باشد.

## توصیه
وقتی اسکندر در یک مراسم قربانی مقادیر زیادی از عود را در آتش سوزاند، لئونیداس اسکندر را عتاب کرد و گفت «تا زمانی که کشوری را که عود در آن می‌روید تصرف نکرده‌ای، در مصرف آن بیشتر صرفه‌جویی کن». بعداً اسکندر ۶۰۰ تالان عود و مر حجاری را از آسیا برایش فرستاد تا «شاید دیگر در بخشش‌ها و پیشکش‌هایش به خدایان آنقدر خست به خرج ندهد».